# オルドス100
オルドス100は、アイ・ウェイウェイの企画により、2000年代初頭に中国の内モンゴル地区オルドス市郊外に計画された別荘地の開発プロジェクト。ヘルツォーク&ド・ムーロンによって選ばれた世界27か国100人の若手建築家が参加し話題となったが、途中でプロジェクト自体が頓挫した。日本からはアトリエ・ワン、藤本壮介、五十嵐淳が参加した。
同プロジェクトを発注した開発業者は地元の民間企業Jiang Yuan Water Engineering社で、100人の建築家にそれぞれ敷地1000平方メートル用の住宅を設計させ、2010年までに建設する予定だった。2007年には同プロジェクトのセンターとなるオルドス美術館（鄂爾多斯美術館）が建設され、2008年5月には中国初の建築賞「オルドス賞」の発足が発表された。プロジェクトが中止となった理由は、開発業者を後押ししていた市役所高官の人事異動の影響と見られている。
プロジェクト消滅後、アイ・ウェイウェイにより、100人の建築家たちから寄せられた100の建築モデルをもとにした木製のアート作品「Ordos 100 Models」と、ドキュメンタリー映画「Ordos100」が製作された。